# Sematophyllum humile
Sematophyllum humile är en bladmossart som beskrevs av Brotherus 1925. Sematophyllum humile ingår i släktet Sematophyllum och familjen Sematophyllaceae. Inga underarter finns listade i Catalogue of Life.